# EMUI
EMUI (anteriormente chamada de Emotion UI) é uma interface baseada no sistema operacional Android, desenvolvida pela empresa chinesa de tecnologia Huawei, utilizada principalmente nos smartphones da empresa em todo o mundo.  
Devido às sanções impostas pelos Estados Unidos durante a guerra comercial contra a China em maio de 2019, os dispositivos com EMUI passaram a utilizar os Serviços do Huawei Mobile (como a Huawei AppGallery) em vez dos Serviços do Google Mobile, a partir de janeiro de 2020. A partir da versão 13 (2022), a Huawei integrou adicionalmente o micronúcleo TEE do HarmonyOS ao sistema Android; esse micronúcleo, por exemplo, é responsável por recursos de segurança de identidade, como a autenticação por impressão digital.

## Recepção
Versões anteriores da EMUI foram criticadas por exibir todos os ícones de aplicativos diretamente na tela inicial, com alguns analistas afirmando que a interface tentava imitar o iOS da Apple. A gaveta de aplicativos foi reintroduzida como uma opção na EMUI 5.0. Adam Smith, da PC Magazine, criticou a EMUI por vir com aplicativos duplicados e por ter menus de configuração confusos. Além disso, a EMUI não tem suporte a AptX e SBC-XQ, o que limita a qualidade de áudio em dispositivos Huawei.